# Place de la République (Berlin)
Pour les articles homonymes, voir Place de la République.

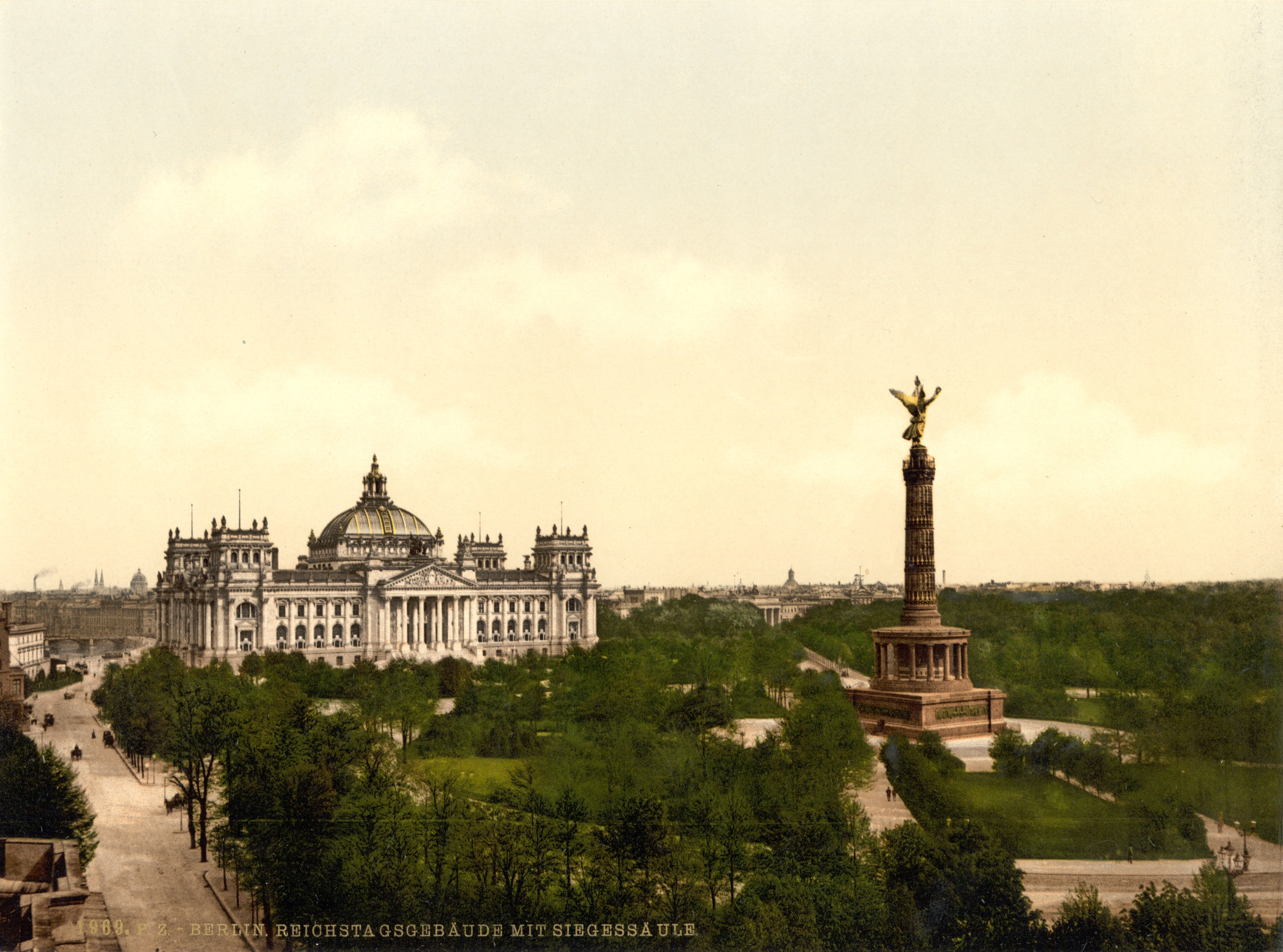
La place de la République vers 1900, avec le palais du Reichstag, achevé quelques années auparavant.

La place de la République (en allemand : Platz der Republik) est une place de Berlin située dans le quartier de Tiergarten, de l'arrondissement de Mitte. 

## Situation et accès
Elle est actuellement bordée sur son côté Est par le palais du Reichstag, en face duquel se trouvait également l'opéra Kroll, dont les ruines furent rasées en 1951. 
Elle est aujourd'hui recouverte d'une pelouse de 36 900 m2.

## Origine du nom
Elle porte ce nom en mémoire de la république de Weimar, proclamée au cours de la révolution allemande de 1918-1919.

## Historique

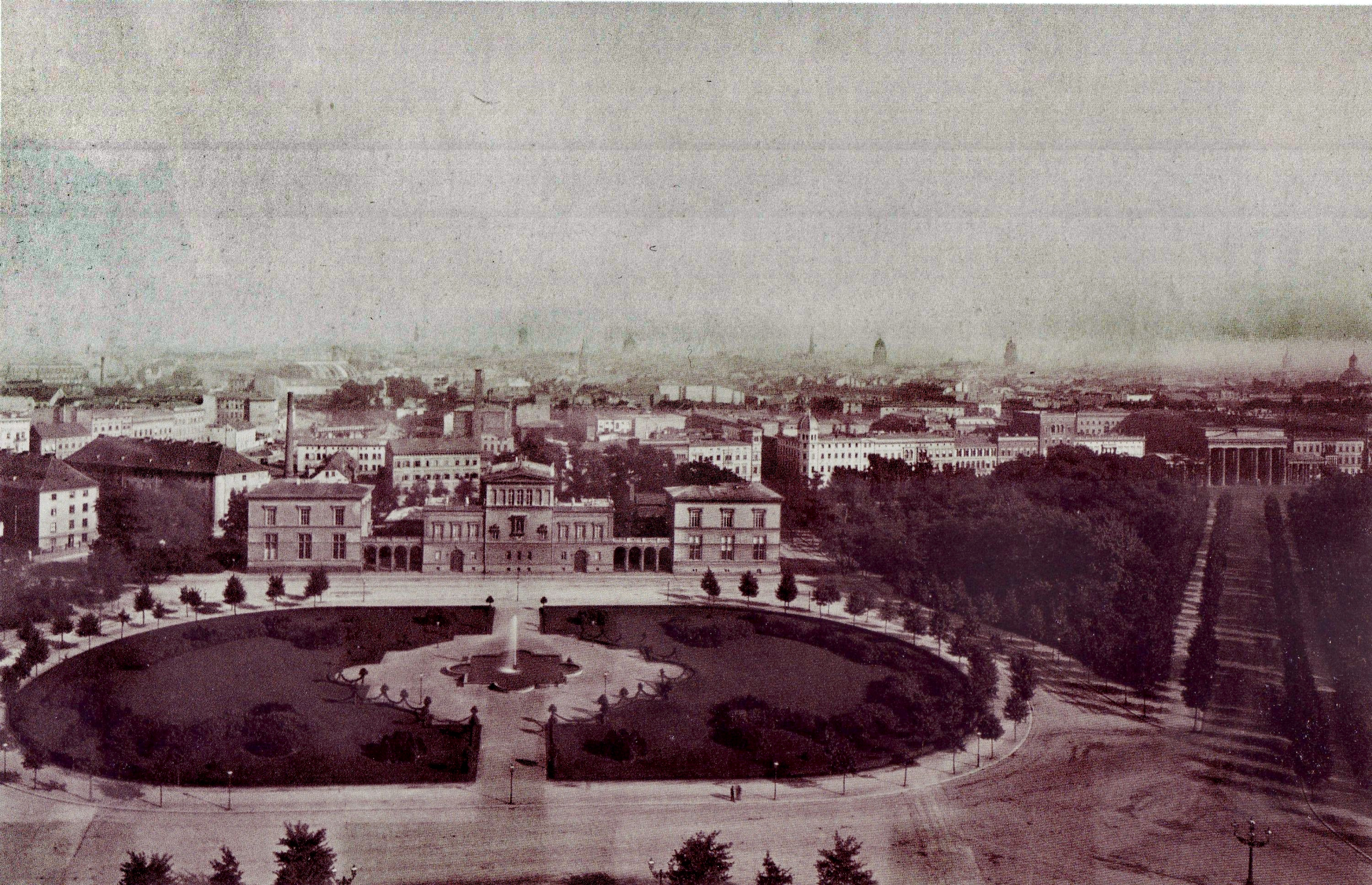
Vue de la place vers 1864, avec le palais Raczynski qui fut démoli pour construire le Reichstag.

Au XVIIIe siècle, elle se nommait Exerzierplatz vor dem Brandenburger Tor (« place d'armes de la porte de Brandebourg ») et se trouvait alors en dehors des limites de la ville.  
Elle le resta jusqu'en 1867, date à laquelle elle reçut le nom de Königsplatz (« place royale ») et la Siegessäule (« colonne de la victoire ») fut placée en son centre. Cette dernière fut déplacée en 1938 dans le Großer Tiergarten, au rond-point appelé Großer Stern (« Grande Étoile »). Une statue du chancelier Bismarck avait aussi été érigée en 1901 en face du Reichstag. En 1938, elle fut transférée en même temps que la Siegessäule et placée au nord de la Großer Stern.
Le palais Raczynski, qui se dressait sur son côté oriental, fut démoli pour laisser la place au Reichstag.
Dès 1901, c'est de son côté Sud que démarrait l'allée de la Victoire, aujourd'hui disparue.
Baptisée une première fois place de la République, entre 1926 et 1933, en l'honneur de la République allemande, instaurée le 9 novembre 1918, elle reprend sa précédente dénomination jusqu'en 1948, année où elle redevient place de la République.
De 1945 à 1990, elle faisait partie de Berlin-Ouest. Le mur de Berlin se trouvait à quelques mètres seulement du Reichstag, côté Est. La frontière suivait son cours sur la Sprée avec un système de contrôle des transports transfrontaliers et se poursuivait le long de la rive Est, alors que la Sprée elle-même appartenait à Berlin-Est jusqu'à la rive Ouest. Le trafic fluvial contrôlé se composait presque exclusivement de cargos polonais et de convois avec du charbon polonais pour les centrales électriques de Berlin-Ouest. Les agents de contrôle des frontières fouillaient les navires à la recherche de fuyards venant de l'Est, et entre autres sous l'eau. Puisque le mur derrière le Reichstag menait à ce passage frontalier, il y avait une plaque sur la rive Ouest de la Sprée à la mémoire des personnes qui avaient été abattues alors qu'elles tentaient de s'échapper vers l'ouest. Après la chute du mur de Berlin, cette plaque a reçu un nouvel emplacement entre le Reichstag et la porte de Brandebourg.
Dans la nuit du 2 au 3 octobre 1990 à minuit à l'occasion de la réunification allemande, le drapeau de l'unité a été hissé sur la place de la République, qui depuis flotte jour et nuit (il est éclairé la nuit) et avec 6 m × 10 m est probablement le plus grand drapeau fédéral.

## Événements
Une manifestation de protestation contre le blocus de Berlin regroupant environ 300 000 participants a eu lieu sur la place de la République à l'automne 1948, au cours de laquelle le maire Ernst Reuter a prononcé un discours de mobilisation mémorable.